# Arbre de Pâques

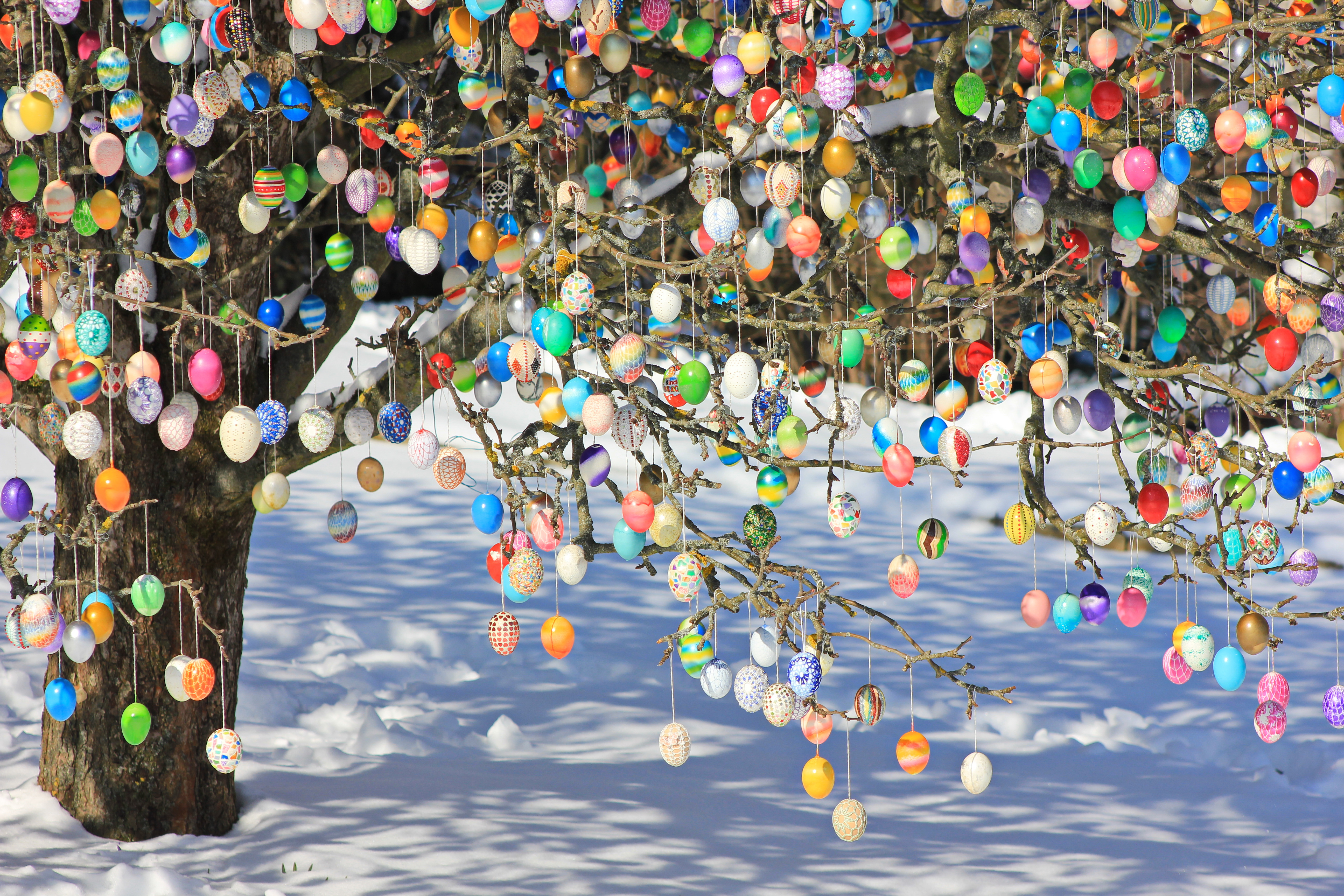
Arbre de Pâques en Allemagne.

L'Arbre de Pâques est une tradition originaire d'Allemagne qui consiste à décorer un arbre ou des branches d'arbre disposées dans un vase avec des œufs de Pâques multicolores ou d'autres décorations représentant Pâques et le printemps, afin de fêter Pâques. Cette tradition est également observée en Alsace et en Lorraine.

## Description
La tradition de l'arbre de Pâques est originaire d'Allemagne et consiste à décorer un arbre ou des branches d'arbre (souvent du saule tortueux, du forsythia ou du noisetier) disposées dans un vase avec des œufs vidés et peints (œufs de Pâques) ou par des œufs en plastique colorés, afin de fêter Pâques. Depuis plus récemment, l'arbre de Pâques peut également être garni d'autres décorations représentant Pâques ou le printemps telles que les cloches, les poules, les poussins, les jonquilles, les tulipes et les lapins de Pâques. La tradition de l'arbre de Pâques s'est propagée dans toute l'Europe et se propage lentement mais sûrement en Amérique.

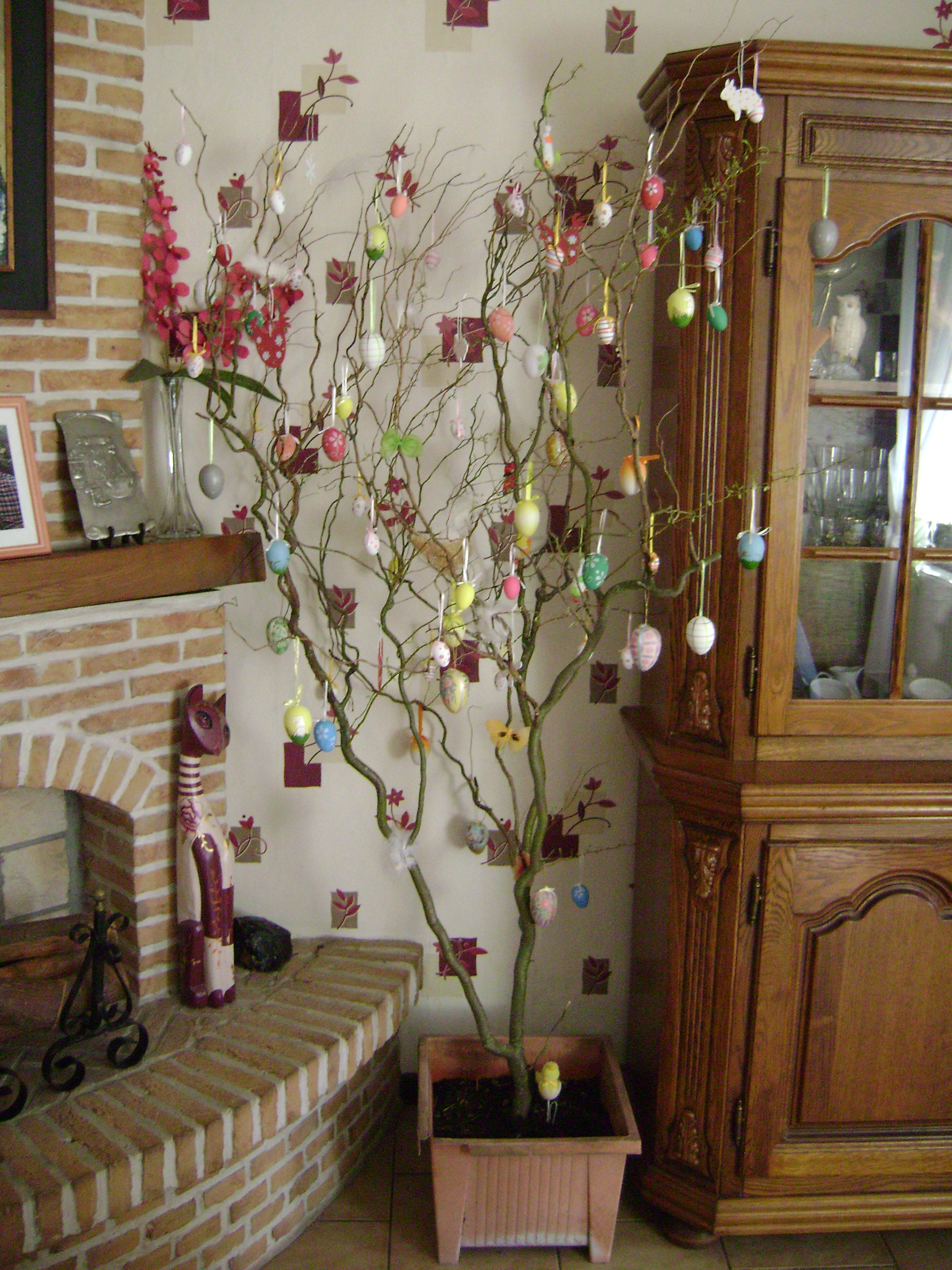
Arbre de Pâques fait à partir d'une branche de saule tortueux dans une maison en Wallonie (Belgique) pour Pâques année 2018.

## Symboles
L'arbre de Pâques symbolise la fertilité et également le retour du printemps.